# Решеф
Решеф е древно божество на епидемиите и войната от бронзовата епоха в Близкия изток.
Известно е от надписи, открити в Угарит и Ебла, както и от няколко споменавания в Библията. Решеф е изобразяван с корона с образ на глава на газела от предната страна. Към XV век пр.н.е. култът към него изглежда се разпространява и в Египет, където е свързван с конете и колесниците. В библейския иврит, רֶשֶׁף решеф се тълкува като „пламък, мълния“, но и като „изгаряща треска, чума, мор“.